# Gränskärets naturreservat
Gränskärets naturreservat är ett naturreservat i Norrtälje kommun i Stockholms län.
Området är naturskyddat sedan 1974 och är 24 hektar stort. Reservatet omfattar Gränskäret, Mellanören och Gumsen i Tidalsfjärden. Reservatet består av gran- och tallskog med inslag av lövträd.